# 小林千香子
小林 千香子（こばやし ちかこ、1975年1月17日 - ）は、日本の元女優。身長160cm、血液型はO型。東京都台東区出身。慶應義塾大学文学部国文学専攻卒業。高校時代はチアリーディング部に在籍していた。
かつてホリプロに所属・活動していたが、2001年に結婚、芸能界を引退した。

## 出演

### テレビドラマ
- いつかまた逢える（1995年7月-9月、フジテレビ系）森下美智子 役
- ザ・シェフ（1995年10月-12月、日本テレビ系）
- ウイークエンドドラマ『オマタかおる』（1997年、テレビ朝日系）主演 世良香 役
- 研修医なな子（1997年10月-12月、テレビ朝日系）青木洋子 役
- 小京都ミステリー18 「加賀百万石殺人事件」（1996年8月27日、日本テレビ系）神保雪子 役
- 小京都ミステリー22 「津軽弘前殺人事件」（1998年2月24日、日本テレビ系）上田久実子 役
- Shin-D『史上最悪のファミリー』（1998年4月-6月、日本テレビ）
- 古畑任三郎『古畑任三郎 vs SMAP』 三井 役（1999年1月、フジテレビ系）
- 愛の流星（1999年7月-9月、東海テレビ・フジテレビ系）白川七海 役
- 科捜研の女 SEASON 1（1999年10月-12月）奥田奈々美 役
- 松本清張特別企画『顔』（1999年10月、TBS系）
- 金曜エンタテイメント『おんせんデカ 修善寺温泉駐在日記』（1999年11月、フジテレビ系）香取あや 役
- 離婚計画〜いつか愛したあなたへ〜（2000年3月-5月、MBS・TBS系列）
- 月曜ミステリー劇場『警察庁特別広域捜査官 宮之原警部の愛と追跡』（2001年5月、TBS系）宮之原津玻沙 役

### その他のテレビ番組
- 金髪先生（テレビ朝日）
- 特命リサーチ200X（日本テレビ系）
- Gyu!と抱きしめたい!（1998年、日本テレビ系）堂本光一が司会を務めていた。

### 映画
- 復讐 THE REVENGE 消えない傷痕（1997年、ケイエスエス）

他

### CM
- 明治製菓
  - イソジン うがい薬（1995年-1997年）
  - チョコレート効果（1995年）
  - ショコラデュー（1996年）

他

### 写真集
- Rose Bud（1998年10月、ぶんか社）ISBN 4821122480 撮影：橋本雅司
- freedom（2001年8月、バウハウス）ISBN 4894616424 撮影：若杉憲司